# Mineriada
Mineriada (del rumano: Mineriadă) hace referencia a una serie de manifestaciones y protestas violentas de los mineros del Valle de Jiu en Bucarest durante la Década de 1990, particularmente en el periodo 1990-91. Concretamente Mineriada se utiliza para designar a la protesta más violenta ocurrida del 13 al 15 de junio de 1990. En la Década de 1990, los mineros del Valle de Jiu desempeñaron un papel relevante en la política rumana, sus protestas fueron un reflejo de las luchas sociales acontecidas en la Rumania posterior a la Revolución de 1989.

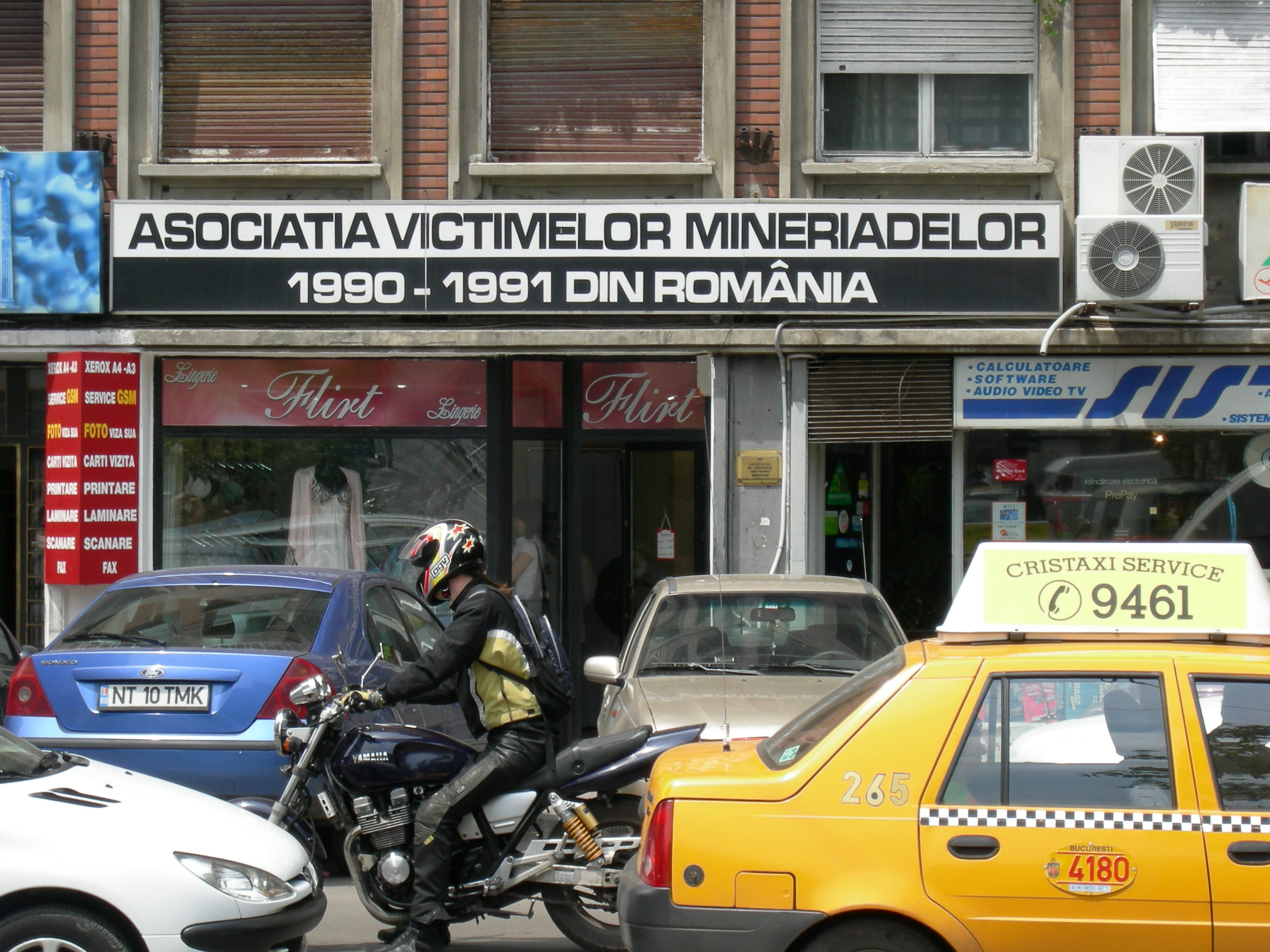
Sede de la Asociación de Víctimas de las Mineriadas

## Enero de 1990

### 28 de enero
Cuando el Frente de Salvación Nacional (FSN) se transformó en partido político, hubo una manifestación anticomunista en la Plaza Victoria de Bucarest (Piata Victoriei), organizada por el Partido Nacional Campesino Demócrata Cristiano (PNŢCD), el Partido Nacional Liberal (PNL) y otros partidos más pequeños. Pese a que la manifestación poseía un carácter no violento, los manifestantes acusaron al Parlamento y exigieron la renuncia del FSN. Tras este hecho, el FSN comenzó las conversaciones con los partidos de oposición.

### 29 de enero
En la mañana del 29 de enero, más de 5.000 mineros del Valle de Jiu llegaron a Bucarest. En un enfrentamiento posterior, las sedes del PNŢCD y el PNL fueron atacadas. Petre Roman, primer ministro en ese momento, llegó en un vehículo militar y sacó a Corneliu Coposu de la sede sitiada de su partido. Ion Iliescu y Roman se dirigieron a la multitud para tranquilizarla y hacer que volviera a su casa.

## Febrero de 1990

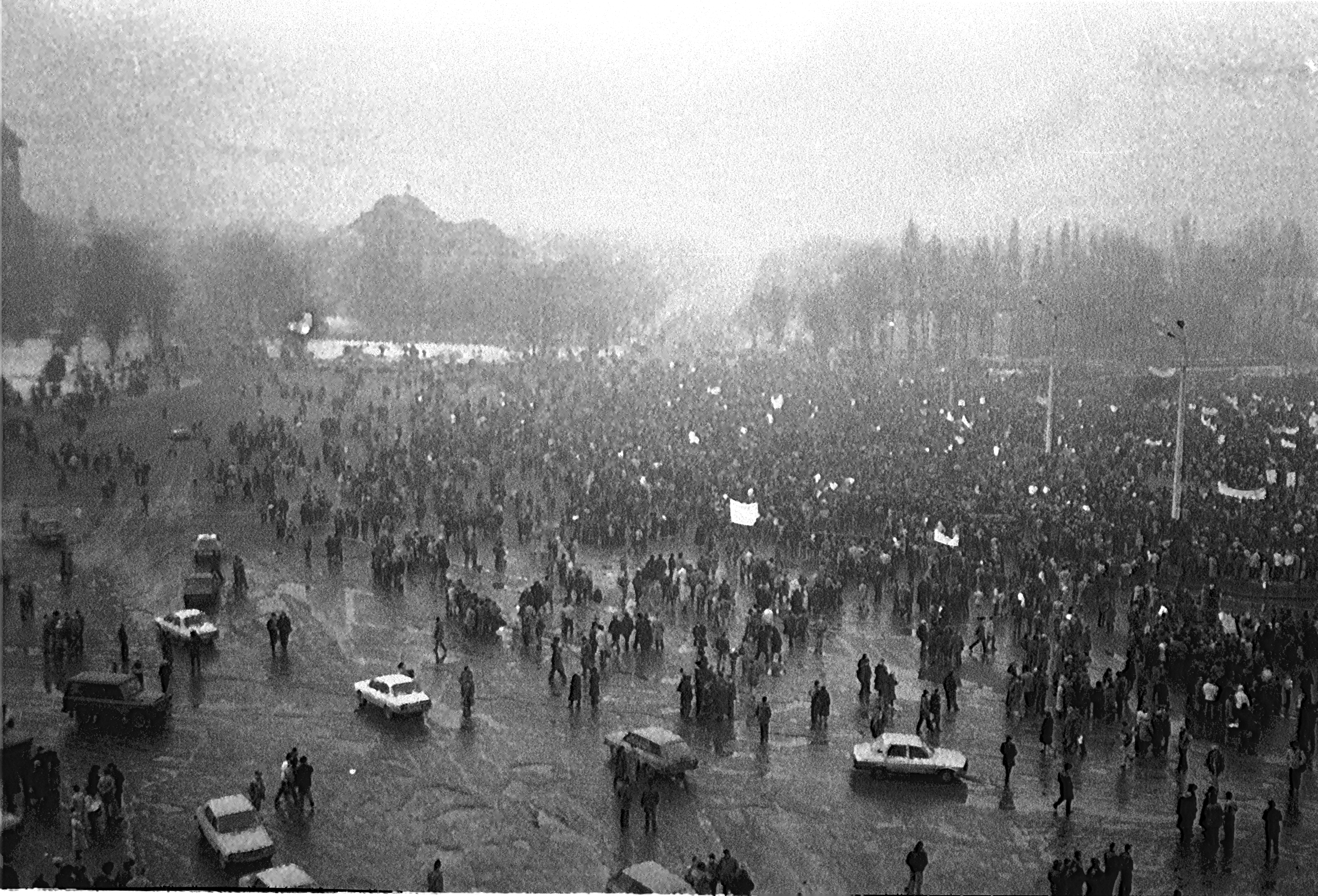
Protesta de febrero de 1990

Menos de un mes después de la Mineriada de enero tuvo lugar otra manifestación anticomunista en Bucarest, el 18 de febrero. A pesar de las peticiones de los manifestantes en pro de la no violencia, varias personas comenzaron a tirar piedras contra el edificio del Gobierno. La policía antidisturbios y las fuerzas del ejército intervinieron para restaurar el orden y, esa misma noche, 4.000 mineros se dirigieron a Bucarest.
Los líderes de la oposición y los medios independientes especularon que la manifestación fue manipulada por la Securitate y el FSN. Los mineros mantuvieron su inocencia con relación a los hechos violentos, afirmando que la agitación y la mayor parte de la brutalidad fue obra de agentes del gobierno de Iliescu que se habían infiltrado y se hicieron pasar por mineros.

## Junio de 1990
Los mineros rumanos del Valle de Jiu fueron convocados por el poder recién electo en Bucarest para poner fin a los disturbios, que se desarticularon finalmente el 13 de junio de 1990. Como dijo el presidente Ion Iliescu, los mineros fueron llamados a salvar el "régimen democrático sitiado" y restaurar el orden y democracia en Bucarest. El gobierno transportó en camiones a miles de mineros desde el Valle de Jiu a Bucarest para enfrentar a los manifestantes. El resto de Rumania y el mundo vieron las transmisiones de televisión del gobierno de mineros que lidiaban brutalmente con estudiantes y otros manifestantes.
En el transcurso de una manifestación de un mes en Piața Universității, muchos manifestantes se habían reunido con el objetivo de obtener el reconocimiento oficial para la octava demanda de la popular Proclamación de Timişoara, que establecía que los comunistas y ex comunistas (incluido el propio presidente Iliescu) deberían impedido de llevar a cabo funciones oficiales. Mucha gente, la mayoría de ellos intelectuales, no estaba satisfecha con el primer gobierno de Iliescu, formado en su mayoría por antiguos comunistas, porque implementó las reformas muy lentamente o no lo hizo en absoluto. Hubo una protesta y una huelga de hambre desde el 20 de mayo, día de las elecciones generales, cuando los manifestantes estaban enojados porque la FSN de Iliescu ganó las elecciones principalmente porque la oposición no tenía ninguna posibilidad de montar una campaña efectiva y los ex comunistas estaban en el poder. Un caso similar sucedió en Bulgaria, país del antiguo bloque soviético, donde el Partido Socialista Búlgaro obtuvo una mayoría del 52.7%. Algunos de los manifestantes en la Piața Universității se hicieron violentos y atacaron la sede de la policía y la estación de televisión nacional. Cuando la policía no pudo contener la violencia, Iliescu hizo un llamamiento a los mineros para que defendieran el país. Trenes especiales transportaron unos 10.000 mineros a la capital, donde los mineros enfrentaron violentamente a cualquiera que veían como opositor al gobierno.
Las cifras oficiales dicen que durante la tercera Mineriada, siete personas murieron y más de mil resultaron heridas. El periódico de oposición România Liberă afirmó que el 29 de junio de 1990 más de 40 cuerpos fueron enterrados en una fosa común en Străuleşti, cerca de Bucarest Las teorías de la conspiración y los rumores circularon en cuanto a los orígenes y el desarrollo de la minería, con algunos creyendo que tanto la Presidencia rumana como el Servicio Secreto tenían algo que ver. Las investigaciones parlamentarias posteriores sobre el papel potencial del Servicio Secreto contribuyeron a la desconfianza pública generalizada del servicio de inteligencia posterior a Ceauşescu.
Las investigaciones del gobierno mostrarían que los mineros habían sido "acompañados por vigilantes que luego fueron identificados como ex oficiales de la Securitate", y que durante dos días, los exmiembros de Securitate ayudaron e instigaron a los mineros en su enfrentamiento violento con los manifestantes y otros objetivos.

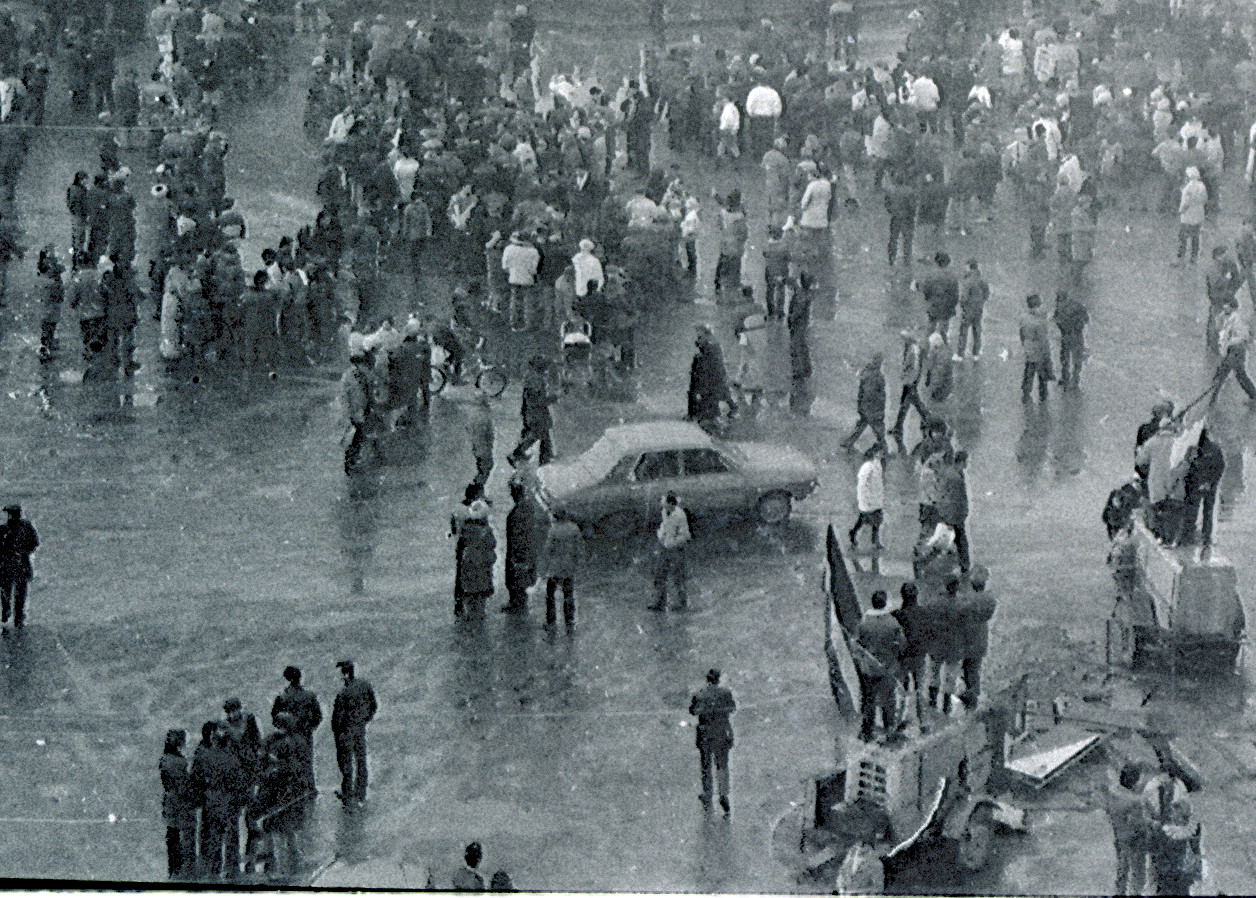
Protesta en febrero de 1990

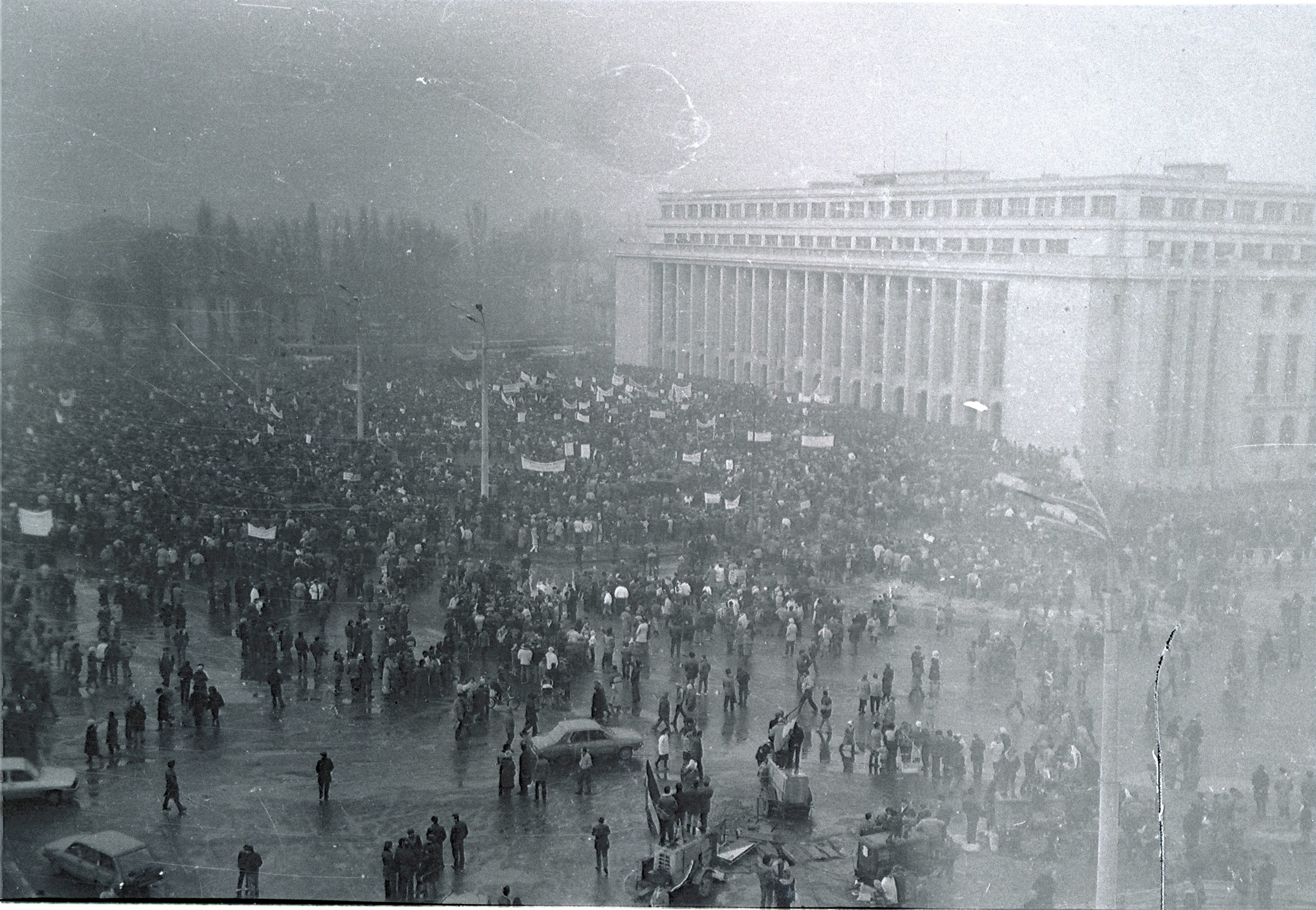
Protestas en febrero de 1990

## Septiembre de 1990
La cuarta protesta de los mineros comenzó el 24 de septiembre, y los mineros afirmaron que el gobierno no había cumplido sus promesas económicas. Los mineros ocuparon el ayuntamiento de Petroşani y desde su balcón, Miron Cozma, que en ese momento era presidente de la Liga de Sindicatos Mineros del Valle del Jiu, dijo: "Vamos a Bucarest". Conquistaron un tren y varios miles de mineros partieron hacia el Palacio Victoria, la sede del gobierno. Cuando llegaron, encontraron que Petre Roman se negó a negociar con ellos. Los disturbios se sucedieron y duraron más de cuatro días. El gobierno romano dimitió un día después. Antes de partir, los mineros acudieron a la Cámara de Diputados para pedir la renuncia de Iliescu, pero después de que Iliescu se reuniera con Cozma, los mineros abandonaron Bucarest. Según algunas fuentes, tres personas murieron y 455 resultaron heridas durante esta minería.

## Enero y febrero de 1991
Los mineros del Valle de Jiu partieron nuevamente hacia Bucarest, descontentos con la reducción gubernamental de los subsidios, lo que resultaría en el cierre de las minas. La barricada instalada por los gendarmes en Costeşti fue atravesada por los mineros y cerca de Râmnicu Vâlcea, una unidad de Gendarmería fue emboscada por los mineros. Al llegar a Râmnicu Vâlcea, secuestraron al prefecto del condado de Vâlcea. Radu Vasile, primer ministro en ese momento, negoció un acuerdo con Miron Cozma, el líder de los mineros, en el Monasterio de Cozia.
El 14 de febrero de 1999, Cozma fue declarado culpable de la protesta minera de 1991 y sentenciado a 18 años de prisión. Los mineros liderados por Cozma partieron hacia Bucarest para intentar una nueva minería, pero esta vez fueron detenidos por la policía en Stoeneşti, Olt. En el enfrentamiento que siguió, 100 policías y 70 mineros resultaron heridos y un minero murió. Cozma fue arrestado y enviado a la prisión de Rahova.

## Cuestiones legales
Ion Iliescu indultó a Cozma el 15 de diciembre de 2004, pocos días antes de que terminara su mandato, pero revocó la decisión dos días después, después de sufrir la protesta indignada de los medios y políticos rumanos e internacionales.
Cozma impugnó con éxito la legalidad de la retirada del indulto, y el 14 de junio de 2005 fue liberado por el Juez de la Corte de Dolj. Sin embargo, el 28 de septiembre de 2005, Cozma fue condenado por el Tribunal Supremo de Casación y Justicia rumano a cumplir 10 años de prisión por la mineriada de enero de 1999, que incluía el tiempo ya cumplido. Su petición de libertad condicional fue denegado el 2 de junio de 2006. Después de cumplir el mandato completo, Cozma finalmente fue liberado el 2 de diciembre de 2007, pero se le impidió regresar a Petroşani o Bucarest